# Muráňská planina

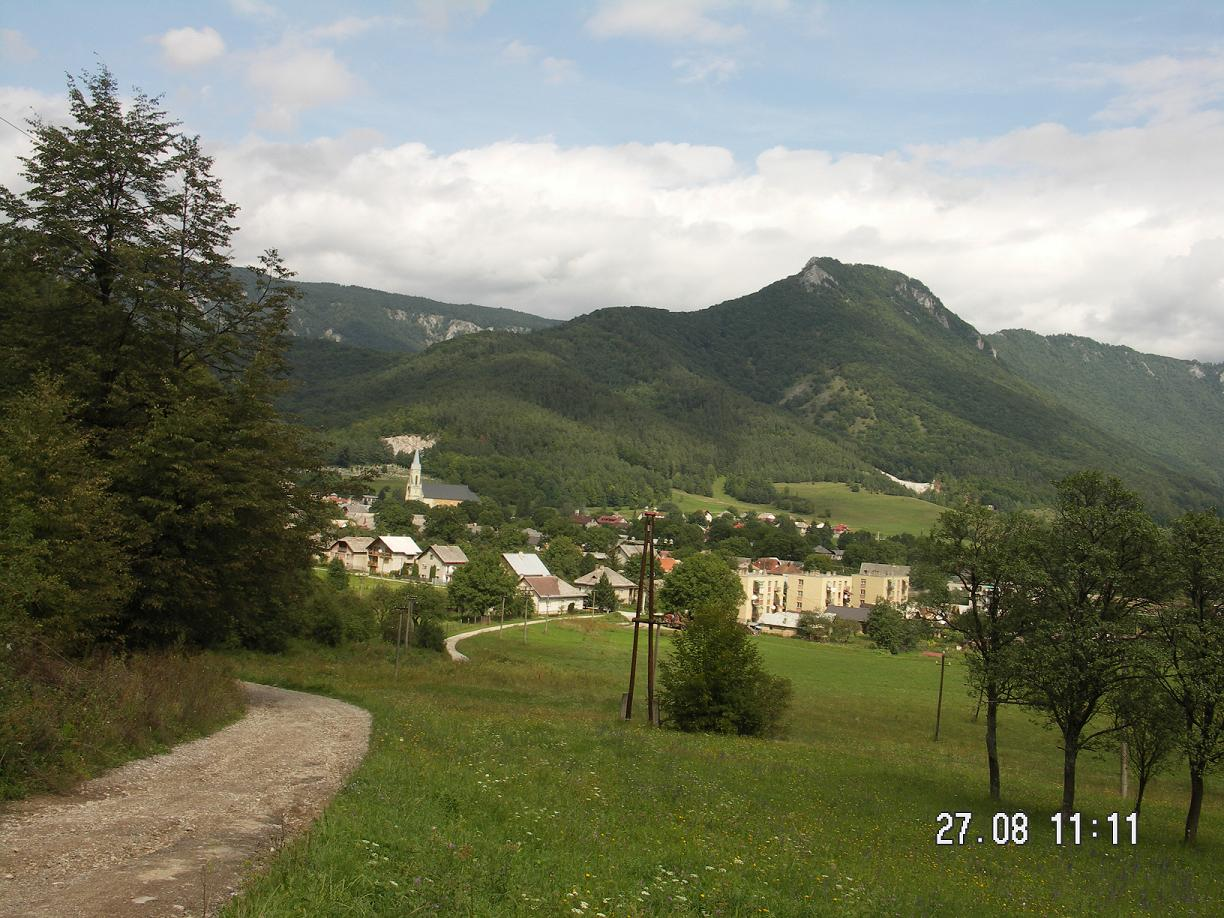
Hora Ciganka se zbytky hradu Muráň

Muráňská planina (slovensky Muránska planina) je krajinná oblast, nacházející se v západní části Slovenského rudohoří. Je geomorfologickým podcelkem Spišsko-gemerského krasu v Banskobystrickém kraji. Plocha území je asi 115 km². Žije zde několik endemických druhů fauny a flóry. V roce 1997 zde byl vyhlášen Národní park Muráňská planina. Území Muránské planiny je velmi řídce osídleno, nachází se zde obec Muráň a Muráňský hrad.

## Vymezení
Na západě planina sahá po údolí říčky Klenovské Rimavy, kde navazují Balocké vrchy, o něco severněji leží Fabova hoľa, oba podcelky Veporských vrchů. V této části je přesné vymezení komplikované, jelikož hranice území vede lesním územím. Severně sousedí Heľpianske podolí, podcelek Horehronského podolí a na severovýchodě je Muránska planina úzkým pásem propojená se Slovenským rájem. Jihovýchodní hranici se Stolickými vrchy tvoří výrazný Muránsky zlom, v jehož linii vede silnice z Tisovce na Horehroní. Od severovýchodu s planinou postupně sousedí podcelky Stolica, Tŕstie a Klenovské vrchy. Nejvyšším vrcholem planiny je Kľak s výškou 1408,7 m n. m.
Geologicky patří planina mezi krasové oblasti a je tvořena hlavně vápenci a dolomity jednotky silicika.

## Ochrana přírody
V oblasti žije několik endemických druhů fauny i flóry. Od roku 1997 podléhá Muráňská planina nejvyššímu stupni ochrany přírody jako Národní park Muráňská planina, předtím bylo území od roku 1976 chráněno jako stejnojmenná chráněná krajinná oblast. Na jeho území je množství maloplošných chráněných území. Na území parku žijí velké šelmy – medvěd hnědý (Ursus arctos), vlk obecný (Canis lupus) či rys ostrovid (Lynx lynx).

## Vrcholy
Nejvyšší horou je Kľak (1409 m), další tisícimetrové vrcholy uvádí Seznam vrcholů v Muráňské planině.

## Galerie

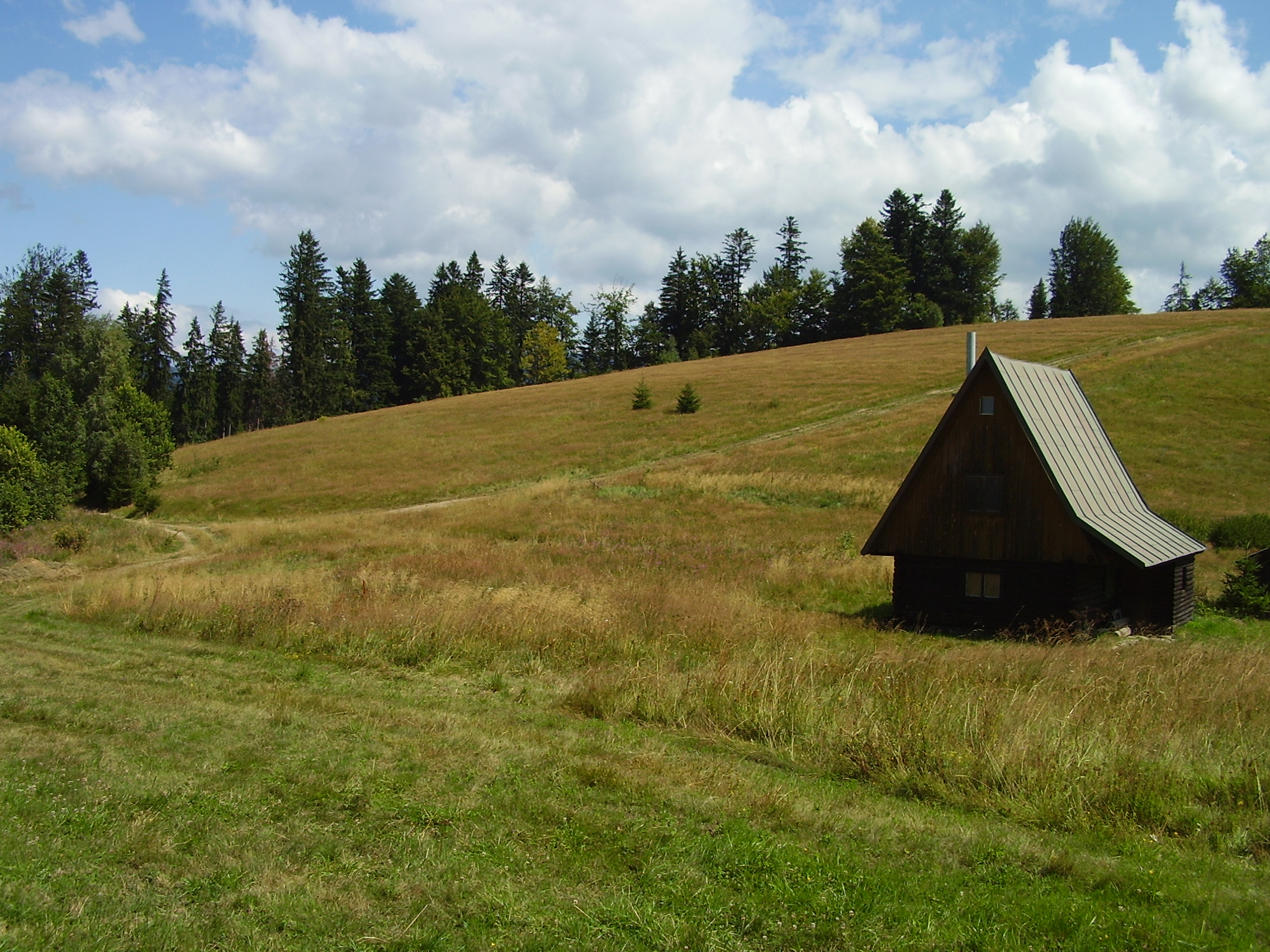
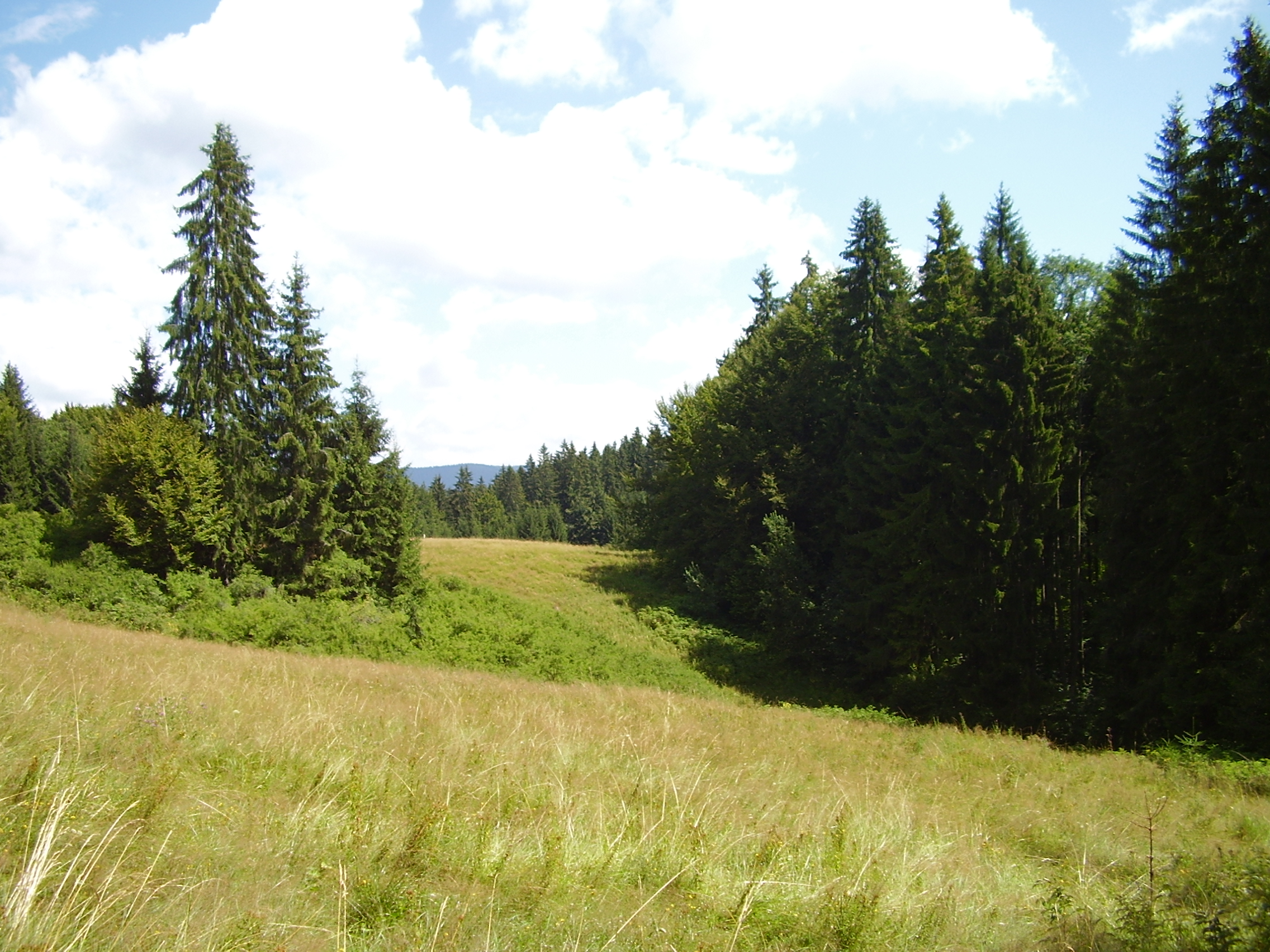
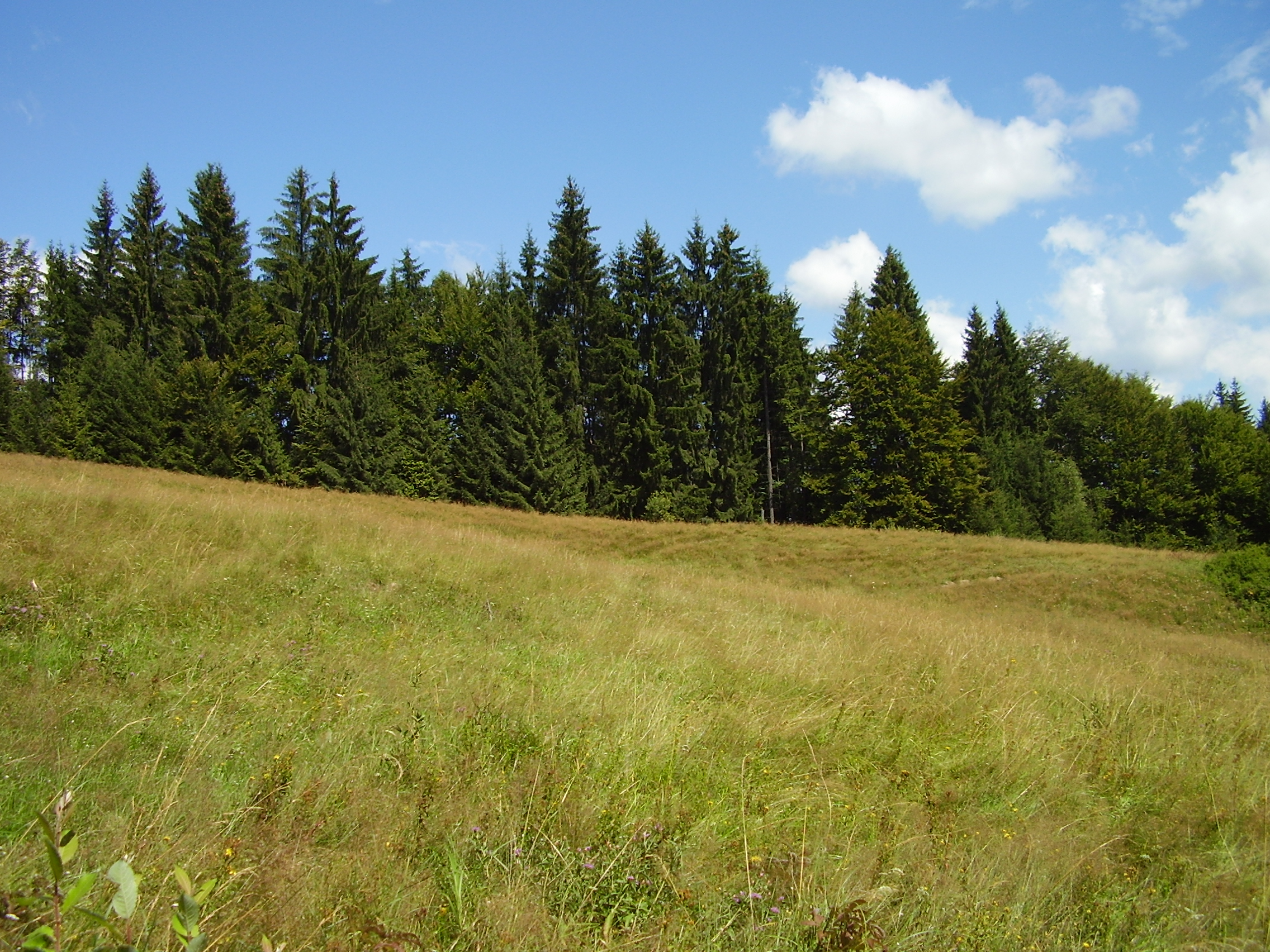